# Guerre anglo-espagnole (1625-1630)
Pour les articles homonymes, voir Guerre anglo-espagnole.
La guerre anglo-espagnole est un conflit opposant l'Espagne au royaume d'Angleterre et aux Provinces-Unies entre 1625 et 1630. Ce conflit se situe dans le contexte plus général de la guerre de Trente Ans  et de la guerre de Quatre-Vingts Ans.

## Contexte

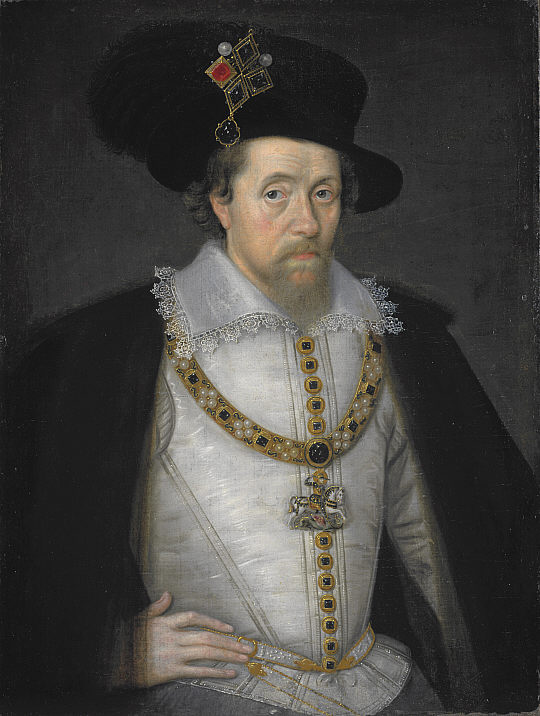
Jacques VI d'Écosse, Ier d'Angleterre et d' Irlande

La guerre de Quatre-Vingts Ans opposant les Provinces-Unies à l'Espagne de Philippe IV avait repris en 1621 après une trêve de douze ans. L'Angleterre sous Élisabeth Ire avait déjà apporté une assistance aux Provinces-Unies en finançant une expédition ou indirectement par la guerre de course menée contre les galions et les ports espagnols.
Par ailleurs, la guerre de Trente Ans (1618-1648) faisait rage en Europe. Frédéric V du Palatinat et sa femme Élisabeth Stuart, fille du roi d'Angleterre Jacques Ier, avaient été vaincus et dépossédés par les Tercios espagnols
L'échec du mariage espagnol du Prince de Galles en 1623 réduit à néant toute idée de rapprochement entre les deux royaumes. En mars 1624, Jacques Ier, jusqu'alors plutôt pacifiste mais affaibli par la maladie et de plus en plus sous la coupe de son favori le duc de Buckingham, déclare la guerre à l'Espagne. Il décède en mars 1625. Mais son fils et successeur Charles, avait poussé en avant les préparatifs de guerre avec l'aide de Buckingham.

## Expédition de Cadix
L'expédition de Cadix confiée à Sir Edward Cecil fut un échec pour l'Angleterre qui y perdit une grande partie de sa flotte et plus de 7 000 hommes sans affaiblir en rien la puissance espagnole.

## Les opérations en France
En 1625, le duc de Buckingham négocie parallèlement avec le cardinal Richelieu l'aide française contre les Espagnols qui occupent le Palatinat en échange d'un appui des navires anglais dans sa lutte contre les huguenots français. Mais le Parlement anglais est horrifié à l'idée de combattre contre des protestants français. Ce plan ne faisait qu'alimenter les craintes d'un retour au catholicisme à la Cour. Buckingham renversa les alliances en optant pour une politique de soutien aux huguenots français.
Les Anglais ne furent pas plus heureux contre les Français. Défaits au siège de Saint-Martin-de-Ré et à celui de La Rochelle, ils perdirent plus de 4 000 hommes. Buckingham est assassiné le 23 août 1628.

## Aux Antilles
En 1629, une expédition navale espagnole, commandée par l'amiral Don Fadrique de Tolède a été armée pour détruire les comptoirs anglais et français récemment installés sur les îles des Caraïbes de Saint-Kitts-et-Nevis. Ces territoires étaient revendiqués par l'Espagne depuis leurs découvertes en 1498. Les colonies anglaises et françaises étaient considérées comme une menace pour les Antilles espagnoles. La bataille de Saint-Kitts est gagnée par les Espagnols ; les comptoirs français et anglais sont détruits.

## Conséquences
La guerre s'est avéré un fiasco coûteux pour l'Angleterre et l’Écosse. En 1630, Philippe IV et Charles Ier signent une paix blanche par le traité de Madrid.  En Angleterre, les coûts de la guerre et la mauvaise gestion ont attisé les différends entre la monarchie et le Parlement anglais annonciateurs de la guerre civile anglaise.